# فهرست شهرستان‌های استان خراسان جنوبی

استان خراسان جنوبی در سال ۱۴۰۳

استان خراسان جنوبی در حال حاضر ۱۲ شهرستان دارد. نام دو شهرستان قائنات و فردوس در دومین قانون تقسیمات کشوری ایران در آبان ۱۳۱۶ ذیل استان شمال شرق به میان آمد. دو ماه بعد که قانون اصلاح شد، شهرستان بیرجند یکی از هفت شهرستان تشکیل‌دهندهٔ استان نهم بود. شهرستان طبس در ۱۳۳۹ از شهرستان فردوس منتزع شد. شهرستان قائنات در ۱۳۵۸ توسط شورای انقلاب تأسیس شد. شهرستان‌های نهبندان و سربیشه به ترتیب در سال‌های ۱۳۶۸ و ۱۳۸۱ از شهرستان بیرجند منتزع شدند. تشکیل شهرستان سرایان پیرو تقسیم استان خراسان صورت گرفت. شهرستان فردوس که مایل بود در استان خراسان رضوی بماند، دو تکه شد و بخش سرایان آن در استان خراسان جنوبی قرار گرفت و چندی بعد به شهرستان ارتقا یافت. استان خراسان جنوبی طبق قانون تقسیم استان خراسان فقط شامل ۳ شهرستان بیرجند، نهبندان، و سربیشه بود (از مجموع ۲۷ شهرستان). شهرستان‌های قائنات و فردوس که حین تقسیم خراسان ابتدا در خراسان رضوی قرار گرفته بودند، به ترتیب در ۱۳۸۳ و ۱۳۸۵ به خراسان جنوبی پیوستند. شهرستان درمیان نیز سال ۱۳۸۳ از دل شهرستان بیرجند تأسیس شد. شهرستان طبس که سال ۱۳۸۰ از استان خراسان جدا و به استان یزد ملحق شده بود، در ۱۳۹۰ تابع خراسان جنوبی شد. شهرستان‌های بشرویه، خوسف،  زیرکوه و عشق‌آباد در خراسان جنوبی متولد شدند.
هر شهرستان ۱ تا ۳ بخش و هر بخش ۱ تا ۶ دهستان دارد. در مجموع استان خراسان جنوبی ۱۲ شهرستان ۲۸ بخش، ۶۳ دهستان، و ۳۲ شهر دارد. همهٔ شهرستان‌ها بخشی به نام مرکزی دارند که مرکز شهرستان در آن واقع است؛ جز شهرستان سرایان که بخش مرکزی ندارد و مشتمل بر دو بخش آیسک و بخش سه‌قلعه است. شهرستان طبس فرمانداری ویژه دارد و از اختیارات گسترده‌تری نسبت به سایر شهرستان‌ها برخوردار است. بیرجند پرجمعیت‌ترین، کوچک‌ترین، و متراکم‌ترین شهرستان استان است که به تنهایی بیش از یک‌سوم (۳۴ درصد) از جمعیت استان را در خود جای داده است. کم‌جمعیت‌ترین شهرستان استان، شهرستان عشق‌آباد است که فقط ۱۰٬۲۲۵ نفر جمعیت دارد. طبس کم‌تراکم‌ترین شهرستان کل ایران نیز هست. استان خراسان جنوبی سومین استان پهناور ایران و از آن طرف چهارمین استان کم‌جمعیت ایران است. شهرستان‌های این استان با وجود وسعت زیاد، جمعیت نسبتاً کمی دارند. میانگین مساحت شهرستان در این استان ۱۳٬۷۰۹ کیلومتر مربع است و میانگین جمعیت ۶۹٬۹۰۰ نفر.

## شهرستان‌ها
| شهرستان            | بخش‌ها      | دهستان‌ها    | شهرها (مرکز†)         | سال تأسیس | جداشده از    | جمعیت (۱۳۹۵) | مساحت (km²) | تراکم جمعیت (بر km²) | نقشه |
| ------------------ | ---------- | ----------- | --------------------- | --------- | ------------ | ------------ | ----------- | -------------------- | ---- |
| بشرویه             | مرکزی      | کرند        | بشرویه†               | ۱۳۸۷      | فردوس        | ۲۶٬۰۶۴       | ۶٬۰۴۷       | ۴                    |      |
| بشرویه             | مرکزی      | علی‌جمال     | بشرویه†               | ۱۳۸۷      | فردوس        | ۲۶٬۰۶۴       | ۶٬۰۴۷       | ۴                    |      |
| بشرویه             | ارسک       | ارسک        | ارسک                  | ۱۳۸۷      | فردوس        | ۲۶٬۰۶۴       | ۶٬۰۴۷       | ۴                    |      |
| بشرویه             | ارسک       | رقه         | ارسک                  | ۱۳۸۷      | فردوس        | ۲۶٬۰۶۴       | ۶٬۰۴۷       | ۴                    |      |
| بیرجند             | مرکزی      | القورات     | بیرجند†               | ۱۳۱۶      | –            | ۲۶۱٬۳۲۴      | ۴٬۰۲۷       | ۶۵                   |      |
| بیرجند             | مرکزی      | باقران      | بیرجند†               | ۱۳۱۶      | –            | ۲۶۱٬۳۲۴      | ۴٬۰۲۷       | ۶۵                   |      |
| بیرجند             | مرکزی      | شاخن        | بیرجند†               | ۱۳۱۶      | –            | ۲۶۱٬۳۲۴      | ۴٬۰۲۷       | ۶۵                   |      |
| بیرجند             | مرکزی      | شاخنات      | بیرجند†               | ۱۳۱۶      | –            | ۲۶۱٬۳۲۴      | ۴٬۰۲۷       | ۶۵                   |      |
| بیرجند             | مرکزی      | فشارود      | بیرجند†               | ۱۳۱۶      | –            | ۲۶۱٬۳۲۴      | ۴٬۰۲۷       | ۶۵                   |      |
| بیرجند             | مرکزی      | کاهشنگ      | بیرجند†               | ۱۳۱۶      | –            | ۲۶۱٬۳۲۴      | ۴٬۰۲۷       | ۶۵                   |      |
| خوسف               | مرکزی      | خوسف        | خوسف† محمدشهر         | ۱۳۹۰      | بیرجند       | ۲۷٬۶۰۰       | ۱۵٬۹۷۰      | ۲                    |      |
| خوسف               | مرکزی      | خور         | خوسف† محمدشهر         | ۱۳۹۰      | بیرجند       | ۲۷٬۶۰۰       | ۱۵٬۹۷۰      | ۲                    |      |
| خوسف               | جلگه ماژان | جلگه ماژان  | ماژان                 | ۱۳۹۰      | بیرجند       | ۲۷٬۶۰۰       | ۱۵٬۹۷۰      | ۲                    |      |
| خوسف               | جلگه ماژان | براکوه      | ماژان                 | ۱۳۹۰      | بیرجند       | ۲۷٬۶۰۰       | ۱۵٬۹۷۰      | ۲                    |      |
| خوسف               | جلگه ماژان | قلعه زری    | ماژان                 | ۱۳۹۰      | بیرجند       | ۲۷٬۶۰۰       | ۱۵٬۹۷۰      | ۲                    |      |
| درمیان             | مرکزی      | درمیان      | اسدیه†                | ۱۳۸۳      | بیرجند       | ۵۳٬۷۱۴       | ۵٬۸۱۶       | ۹                    |      |
| درمیان             | مرکزی      | میاندشت     | اسدیه†                | ۱۳۸۳      | بیرجند       | ۵۳٬۷۱۴       | ۵٬۸۱۶       | ۹                    |      |
| درمیان             | قهستان     | قهستان      | قهستان                | ۱۳۸۳      | بیرجند       | ۵۳٬۷۱۴       | ۵٬۸۱۶       | ۹                    |      |
| درمیان             | قهستان     | فخررود      | قهستان                | ۱۳۸۳      | بیرجند       | ۵۳٬۷۱۴       | ۵٬۸۱۶       | ۹                    |      |
| درمیان             | گزیک       | گزیک        | گزیک طبس مسینا        | ۱۳۸۳      | بیرجند       | ۵۳٬۷۱۴       | ۵٬۸۱۶       | ۹                    |      |
| درمیان             | گزیک       | طبس مسینا   | گزیک طبس مسینا        | ۱۳۸۳      | بیرجند       | ۵۳٬۷۱۴       | ۵٬۸۱۶       | ۹                    |      |
| زیرکوه             | مرکزی      | زیرکوه      | حاجی‌آباد†             | ۱۳۹۰      | قائنات       | ۴۰٬۱۵۵       | ۷٬۹۴۴       | ۵                    |      |
| زیرکوه             | مرکزی      | پترگان      | حاجی‌آباد†             | ۱۳۹۰      | قائنات       | ۴۰٬۱۵۵       | ۷٬۹۴۴       | ۵                    |      |
| زیرکوه             | زهان       | زهان        | زهان                  | ۱۳۹۰      | قائنات       | ۴۰٬۱۵۵       | ۷٬۹۴۴       | ۵                    |      |
| زیرکوه             | زهان       | افین        | زهان                  | ۱۳۹۰      | قائنات       | ۴۰٬۱۵۵       | ۷٬۹۴۴       | ۵                    |      |
| زیرکوه             | شاسکوه     | شاسکوه      | آبیز                  | ۱۳۹۰      | قائنات       | ۴۰٬۱۵۵       | ۷٬۹۴۴       | ۵                    |      |
| زیرکوه             | شاسکوه     | بهناباد     | آبیز                  | ۱۳۹۰      | قائنات       | ۴۰٬۱۵۵       | ۷٬۹۴۴       | ۵                    |      |
| سرایان             | آیسک       | آیسک        | سرایان† آیسک          | ۱۳۸۳      | فردوس        | ۳۳٬۳۱۲       | ۹٬۳۰۵       | ۴                    |      |
| سرایان             | آیسک       | مصعبی       | سرایان† آیسک          | ۱۳۸۳      | فردوس        | ۳۳٬۳۱۲       | ۹٬۳۰۵       | ۴                    |      |
| سرایان             | سه‌قلعه     | دوکوهه      | سه‌قلعه                | ۱۳۸۳      | فردوس        | ۳۳٬۳۱۲       | ۹٬۳۰۵       | ۴                    |      |
| سرایان             | سه‌قلعه     | سه‌قلعه      | سه‌قلعه                | ۱۳۸۳      | فردوس        | ۳۳٬۳۱۲       | ۹٬۳۰۵       | ۴                    |      |
| سربیشه             | مرکزی      | غیناب       | سربیشه†               | ۱۳۸۱      | بیرجند       | ۴۰٬۹۵۹       | ۷٬۹۲۸       | ۵                    |      |
| سربیشه             | مرکزی      | مؤمن‌آباد    | سربیشه†               | ۱۳۸۱      | بیرجند       | ۴۰٬۹۵۹       | ۷٬۹۲۸       | ۵                    |      |
| سربیشه             | درح        | درح         | درح                   | ۱۳۸۱      | بیرجند       | ۴۰٬۹۵۹       | ۷٬۹۲۸       | ۵                    |      |
| سربیشه             | درح        | لانو        | درح                   | ۱۳۸۱      | بیرجند       | ۴۰٬۹۵۹       | ۷٬۹۲۸       | ۵                    |      |
| سربیشه             | مود        | مود         | مود                   | ۱۳۸۱      | بیرجند       | ۴۰٬۹۵۹       | ۷٬۹۲۸       | ۵                    |      |
| سربیشه             | مود        | نهارجان     | مود                   | ۱۳۸۱      | بیرجند       | ۴۰٬۹۵۹       | ۷٬۹۲۸       | ۵                    |      |
| طبس                | مرکزی      | پیرحاجات    | طبس†                  | ۱۳۳۹      | فردوس        | ۴۲،۳۶۲       | ۴۴٬۱۳۸      | ۱                    |      |
| طبس                | مرکزی      | گلشن        | طبس†                  | ۱۳۳۹      | فردوس        | ۴۲،۳۶۲       | ۴۴٬۱۳۸      | ۱                    |      |
| طبس                | مرکزی      | منتظریه     | طبس†                  | ۱۳۳۹      | فردوس        | ۴۲،۳۶۲       | ۴۴٬۱۳۸      | ۱                    |      |
| طبس                | مرکزی      | نخلستان     | طبس†                  | ۱۳۳۹      | فردوس        | ۴۲،۳۶۲       | ۴۴٬۱۳۸      | ۱                    |      |
| طبس                | دیهوک      | دیهوک       | دیهوک                 | ۱۳۳۹      | فردوس        | ۴۲،۳۶۲       | ۴۴٬۱۳۸      | ۱                    |      |
| طبس                | دیهوک      | کویر        | دیهوک                 | ۱۳۳۹      | فردوس        | ۴۲،۳۶۲       | ۴۴٬۱۳۸      | ۱                    |      |
| فردوس              | مرکزی      | حومه        | فردوس†                | ۱۳۰۴      | گناباد       | ۴۵٬۵۲۳       | ۴٬۱۲۱       | ۱۱                   |      |
| فردوس              | اسلامیه    | باغستان     | اسلامیه باغستان       | ۱۳۰۴      | گناباد       | ۴۵٬۵۲۳       | ۴٬۱۲۱       | ۱۱                   |      |
| فردوس              | اسلامیه    | برون        | اسلامیه باغستان       | ۱۳۰۴      | گناباد       | ۴۵٬۵۲۳       | ۴٬۱۲۱       | ۱۱                   |      |
| قائنات             | مرکزی      | قائن        | قائن† اسفدن           | ۱۳۵۸      | بیرجند       | ۱۱۶٬۱۸۱      | ۸٬۰۲۷       | ۱۴                   |      |
| قائنات             | مرکزی      | پیشکوه      | قائن† اسفدن           | ۱۳۵۸      | بیرجند       | ۱۱۶٬۱۸۱      | ۸٬۰۲۷       | ۱۴                   |      |
| قائنات             | مرکزی      | مهیار       | قائن† اسفدن           | ۱۳۵۸      | بیرجند       | ۱۱۶٬۱۸۱      | ۸٬۰۲۷       | ۱۴                   |      |
| قائنات             | سده        | سده         | آرین‌شهر               | ۱۳۵۸      | بیرجند       | ۱۱۶٬۱۸۱      | ۸٬۰۲۷       | ۱۴                   |      |
| قائنات             | سده        | آفریز       | آرین‌شهر               | ۱۳۵۸      | بیرجند       | ۱۱۶٬۱۸۱      | ۸٬۰۲۷       | ۱۴                   |      |
| قائنات             | سده        | پسکوه       | آرین‌شهر               | ۱۳۵۸      | بیرجند       | ۱۱۶٬۱۸۱      | ۸٬۰۲۷       | ۱۴                   |      |
| قائنات             | نیمبلوک    | نیمبلوک     | خضری دشت‌بیاض نیمبلوک  | ۱۳۵۸      | بیرجند       | ۱۱۶٬۱۸۱      | ۸٬۰۲۷       | ۱۴                   |      |
| قائنات             | نیمبلوک    | کرغند       | خضری دشت‌بیاض نیمبلوک  | ۱۳۵۸      | بیرجند       | ۱۱۶٬۱۸۱      | ۸٬۰۲۷       | ۱۴                   |      |
| نهبندان            | مرکزی      | نه          | نهبندان†              | ۱۳۶۸      | بیرجند       | ۵۱٬۴۴۹       | ۲۶٬۴۷۴      | ۲                    |      |
| نهبندان            | مرکزی      | بندان       | نهبندان†              | ۱۳۶۸      | بیرجند       | ۵۱٬۴۴۹       | ۲۶٬۴۷۴      | ۲                    |      |
| نهبندان            | مرکزی      | میغان       | نهبندان†              | ۱۳۶۸      | بیرجند       | ۵۱٬۴۴۹       | ۲۶٬۴۷۴      | ۲                    |      |
| نهبندان            | سرداران    | سهل‌آباد     | –                     | ۱۳۶۸      | بیرجند       | ۵۱٬۴۴۹       | ۲۶٬۴۷۴      | ۲                    |      |
| نهبندان            | سرداران    | سیدال       | –                     | ۱۳۶۸      | بیرجند       | ۵۱٬۴۴۹       | ۲۶٬۴۷۴      | ۲                    |      |
| نهبندان            | سرداران    | عربخانه     | –                     | ۱۳۶۸      | بیرجند       | ۵۱٬۴۴۹       | ۲۶٬۴۷۴      | ۲                    |      |
| نهبندان            | شوسف       | شوسف        | شوسف                  | ۱۳۶۸      | بیرجند       | ۵۱٬۴۴۹       | ۲۶٬۴۷۴      | ۲                    |      |
| نهبندان            | شوسف       | گرم تمام ده | شوسف                  | ۱۳۶۸      | بیرجند       | ۵۱٬۴۴۹       | ۲۶٬۴۷۴      | ۲                    |      |
| عشق‌آباد            | مرکزی      | دستگردان    | عشق‌آباد               | ۱۴۰۳      | طبس          | ۱۰٬۲۵۵       | ۱۱٬۲۲۱      | ۱                    |      |
| عشق‌آباد            | مرکزی      | ده محمد     | عشق‌آباد               | ۱۴۰۳      | طبس          | ۱۰٬۲۵۵       | ۱۱٬۲۲۱      | ۱                    |      |
| عشق‌آباد            | کوه یخاب   | کوه یخاب    | –                     | ۱۴۰۳      | طبس          | ۱۰٬۲۵۵       | ۱۱٬۲۲۱      | ۱                    |      |
| عشق‌آباد            | کوه یخاب   | چاه مسافر   | –                     | ۱۴۰۳      | طبس          | ۱۰٬۲۵۵       | ۱۱٬۲۲۱      | ۱                    |      |
| استان خراسان جنوبی | ۲۸         | ۶۶          | بیرجند† و ۳۰ شهر دیگر | ۱۳۸۳      | استان خراسان | ۷۶۸٬۸۹۸      | ۱۵۱٬۰۱۸     | ۵                    |      |

## نقشه

تراکم جمعیت به تفکیک شهرستان
شهرستان‌های خراسان در ۱۳۳۵
شهرستان‌های خراسان در ۱۳۴۵